# Рецептор тромбопоэтина
Рецептор тромбопоэтина (Tpo R) — тип трансмембранных белков.
Тромбопоэтин — это белок, известный также как фактор роста и развития мегакариоцитов. Тромбопоэтин — это гликопротеиновый гормон, производимый, главным образом, печенью, в меньшей степени — в почках и поперечно-полосатой мускулатуре, регулирующий выработку тромбоцитов костным мозгом. Стимулирует выработку и дифференцировку мегакариоцитов, клеток костного мозга.
У человека кодируется онкогеном MPL (myeloproliferative leukemia virus).
В результате альтернативного сплайсинга образуется четыре иРНК. Рецептор тромбопоэтина экспрессируется в различных клетках, включая тромбоциты и мегакариоциты Thrombopoietin R/Tpo R: Products.
Рецептор тромбопоэтина активируется, когда тромбопоэтин связывается с ним .
Активированный рецептор стимулирует сигнальный путь(JAK/STAT), который передает сигналы из внешней среды в ядро клетки и имеет важное значение для управления производством клеток крови.Trombopoietin